# Gara Mohu
Gara Mohu a fost o stație de cale ferată de pe linia Agnita, în comuna Șelimbăr, județul Sibiu, România. Gara a fost deschisă în 1910 și închisă în 2001. 